# Enztal zwischen dem Leinfelder Hof und Bietigheim-Bissingen
Das Landschaftsschutzgebiet (LSG) Enztal zwischen dem Leinfelder Hof und Bietigheim-Bissingen, mit der vollen Bezeichnung Enztal zwischen dem Leinfelder Hof und Bietigheim-Bissingen sowie Glems- und Leudelsbachtal unterhalb Markgröningen mit angrenzenden Gebieten (insbesondere Ottern-, Berg- und Siegental, Muckenschupf und Rotenackerwald) genannt, besteht seit 1991 auf über 15 km² im Landkreis Ludwigsburg entlang dem Tal der Enz, der Glems und des Leudelsbach sowie angrenzender Gebiete.

## Lage
Das LSG zieht sich vom Leinfelder Hof östlich von Enzweihingen über Ober- und Unterriexingen bis etwa zur Rommelmühle in Bissingen. In das LSG eingebunden sind auch die Täler der Unterläufe von Glems und Leudelsbach, wobei die Fläche des Naturschutzgebiets Leudelsbachtal ausgenommen ist. Weitere Bestandteile sind der nicht schon durch das Naturschutzgebiet geschützte Teil des Rotenackers sowie der Muckenschupf. Ausgenommen dagegen sind die komplett vom LSG umgebenen, zu Markgröningen gehörenden Ortsteile Unterriexingen und Talhausen.
Das Schutzgebiet liegt auf den Gemeindegebieten von
- Markgröningen
- Oberriexingen
- Tamm
- Vaihingen an der Enz
- Sachsenheim und
- Bietigheim-Bissingen.

## Schutzzweck
Der Schutzzweck wird in der Verordnung mit der Sicherung und des Erhalts des ursprünglichen Charakters einer vielgestaltige Kulturlandschaft in ihrer Vielfalt, Eigenart und Schönheit angegeben. Ein leistungsfähiger Naturhaushalt und der Lebensraum der heimischen Tier- und Pflanzenwelt soll erhalten bleiben, als auch der Erholungswert für die Allgemeinheit. Als besonders schutzwürdig werden hervorgehoben:
- die Talaue der Enz,
- die engen Täler vom Glems- und Leudelsbach,
- die Streuobstwiesenbestände,
- die größeren und kleineren Waldflächen,
- die Hangwälder im Glems- und Leudelsbachtal, die teilweise Schluchtwaldcharakter aber auch Trockenwaldcharakter aufweisen,
- die Vielzahl der gehölzbestandenen Hohlwege und Raine,
- die Weinberge mit ihrem Natursteintrockenwerk,
- Sukzessionsflächen,
- Feuchtgebiete,
- Wiesen und Trockenrasen und
- einige ackerbaulich genutzte Grundstücke.

## Geschichte
Das Landschaftsschutzgebiet trat 1991 in Kraft. Im Zuge der Erweiterung des Naturschutzgebietes Hammelrain/Oberer Wannenberg auf das heutige Naturschutzgebiet Leudelsbachtal verlor das LSG 2011 entsprechend an Fläche.